# Justin Brown
Justin Brown (Cheltenham, 10 maggio 1991) è un giocatore di football americano statunitense che gioca nel ruolo di wide receiver per i Buffalo Bills della National Football League (NFL). Fu scelto nel corso del sesto giro (186º assoluto) del Draft NFL 2013 dai Pittsburgh Steelers. Al college ha giocato a football alla Pennsylvania State University.

## Carriera professionistica

### Pittsburgh Steelers
Brown fu scelto nel corso del sesto giro del Draft 2013 dai Pittsburgh Steelers. Dopo avere disputato tutta la sua stagione da rookie nella squadra di allenamento, debuttò come professionista nella settimana 1 della stagione 2014, ricevendo 3 passaggi per 38 yard contro i Cleveland Browns. La sua annata con 12 ricezioni per 94 yard in 8 presenze, di cui una come titolare. Fu svincolato a fine stagione.

### Buffalo Bills
Il 3 febbraio 2015, Brown firmò coi Buffalo Bills.

## Statistiche
| Partite totali         | 8  |
| Partite da titolare    | 1  |
| Ricezioni              | 12 |
| Yard su ricezione      | 94 |
| Touchdown su ricezione | 0  |